# Estadi Olímpic de Shenyang
L'Estadi Olímpic de Shenyang és un estadi de futbol de Shenyang (Xina), va ser una de les seus del torneig de futbol dels Jocs Olímpics de 2008.
Té una capacitat de 60.000espectadors. És la seu de l'equip de futbol local Shenyang Ginde.